# Liasi
In biochimica una liasi (numero EC 4) è un enzima che catalizza la rottura di diversi legami chimici attraverso processi differenti dall'idrolisi e dalla ossidazione, spesso producendo un nuovo doppio legame o una nuova struttura aromatica.
Una tipica reazione catalizzata da una liasi potrebbe essere la seguente:
ATP → cAMP + PPi
Le liasi differiscono dagli altri enzimi in quanto necessitano di un solo substrato per catalizzare la reazione in una direzione e di due substrati per catalizzarla in senso inverso.

## Nomenclatura
Il nome sistematico di ogni liasi è composto nel modo seguente: "[Nome gruppo funzionale] liasi". I nomi utilizzati comunemente, in ogni caso, includono decarbossilasi, deidratasi, aldolasi. Quando la reazione in senso inverso è quella biochimicamente più importante, l'enzima è comunemente chiamato sintasi. Tale termine, in ogni caso, non va confuso con sintetasi: le sintetasi, che appartengono al gruppo delle ligasi, utilizzano molecole come ATP per catalizzare la reazione.

## Classificazione
La classificazione degli enzimi mediante numero EC inserisce le liasi nella categoria EC 4. Esistono anche 7 ulteriori suddivisioni
- EC 4.1: sono incluse le liasi che tagliano un legame carbonio-carbonio (ad esempio le decarbossilasi);
- EC 4.2: sono incluse le liasi che tagliano un legame carbonio-ossigeno (ad esempio le deidratasi);
- EC 4.3: sono incluse le liasi che tagliano un legame carbonio-azoto;
- EC 4.4: sono incluse le liasi che tagliano un legame carbonio-zolfo;
- EC 4.5: sono incluse le liasi che tagliano un legame carbonio-alogenuro;
- EC 4.6: sono incluse le liasi che tagliano un legame fosforo-ossigeno (ad esempio la adenilato ciclasi, che catalizza la reazione sopra riportata);
- EC 4.99: sono incluse altre liasi.